# Dávid Betlehem
Dávid Betlehem, né le 4 septembre 2003 à Szombathely, est un nageur hongrois, spécialisé dans la nage libre et la nage en eau libre.

## Palmarès

### Jeux olympiques
- Jeux olympiques d'été de 2024 à Paris ( France) :
  -  Médaille de bronze du 10 km eau libre

### Championnats du monde
- Championnats du monde 2022 à Budapest ( Hongrie) :
  -  Médaille d'argent du relais mixte 4 x 1500 m avec Réka Rohács, Anna Olasz, Kristóf Rasovszky.
- Championnats du monde 2023 à Fukuoka ( Japon) :
  -  Médaille d'argent du relais mixte 4 x 1500 m avec Bettina Fábián, Anna Olasz, Kristóf Rasovszky.
- Championnats du monde 2024 à Doha ( Qatar) :
  -  Médaille de bronze du relais mixte 6 km
- Championnats du monde 2025 à Singapour ( Singapour) :
  -  Médaille d'argent du sprint à élimination directe 3 km.
  -  Médaille de bronze du relais mixte 6 km

### Championnats d'Europe
- Championnats d'Europe 2020 à Budapest ( Hongrie) :
  -  Médaille de bronze du relais mixte 5 km avec Réka Rohács, Anna Olasz, Kristóf Rasovszky.
- Championnats d'Europe 2022 à Rome ( Italie) :
  -  Médaille d'argent du relais mixte 4 x 1250m avec Réka Rohács, Anna Olasz, Kristóf Rasovszky.
- Championnats d'Europe 2024 à Belgrade ( Serbie) :
  -  Médaille d'or du 5 km en eau libre.
  -  Médaille d'or du relais mixte 5 km avec Mira Szimcsák, Bettina Fábián, Kristóf Rasovszky.
  -  Médaille de bronze du 10 km en eau libre.
- Championnats d'Europe 2025 à Stari Grad ( Croatie) :
  -  Médaille d'or du relais mixte 5 km avec Viktória Mihályvári-Farkas, Bettina Fábián, Kristóf Rasovszky.
  -  Médaille d'argent du 5 km en eau libre.
  -  Médaille de bronze du 3 km élimination.

### Championnats d'Europe juniors
- Championnats d'Europe juniors de natation 2021 à Rome  ( Italie):
  -  Médaille d'argent du 1500 m nage libre.